# Sedum stimulosum
Sedum stimulosum är en fetbladsväxtart som beskrevs av Kun Tsun Fu. Sedum stimulosum ingår i Fetknoppssläktet som ingår i familjen fetbladsväxter. Inga underarter finns listade i Catalogue of Life.